# 土肥一史
土肥 一史（どひ かずふみ、1946年 - ）は、日本の法学者。専門は知的財産法。一橋大学名誉教授。福岡大学教授・一橋大学大学院国際企業戦略研究科教授を経て、日本大学教授。弁護士（福岡県弁護士会所属）。

## 経歴
- 1970年 福岡大学法学部卒業
- 1975年 福岡大学大学院法学研究科博士課程単位取得退学
- 1975年 福岡大学法学部常勤講師
- 1978年 福岡大学法学部助教授
- 1985年 福岡大学法学部教授
- 1999年 一橋大学大学院国際企業戦略研究科教授
- 2010年 日本大学大学院知的財産研究科教授
- 2010年 一橋大学名誉教授(現在)[1]

この間、1982年から1983年までマックスプランク国際知的財産法研究所客員研究員として在外研究。
学界においては日本工業所有権法学会理事長、著作権法学会理事等も歴任。
2010年文部科学省文化審議会委員に就任し、翌2011年から2017年まで文化審議会著作権分科会長として著作権法の改正等に携わった。衆議院における著作権法改正案の審議に際しては学識者として参考人招致され、意見を述べている。2022年、文化庁長官表彰。

## 社会的活動
- 日本工業所有権法学会第6代理事長[3]
- 文化審議会著作権分科会長[4]
- 日本弁理士会外部常議員[5]
- 日本弁理士会中央知的財産研究所　会員外研究員（主任）[6]

## 著書
- 『ケーブル放送と著作権法』（訳書、信山社、1995年）
- 『演習ノート　知的財産法（第3版）』（盛岡一夫との共編、法学書院、2010年）
- 『知的財産法入門（第15版）』（中央経済社、2015年）
- 『商標法の研究』（中央経済社、2016年）

## 被献呈論文集
- 外川英明＝高松孝行＝加藤暁子＝藤田晶子（編著）『知的財産法のモルゲンロート』（中央経済社、2017年）※古稀記念論文集